# Грачаць-Славетицький
Грачаць-Славетицький (хорв. Gračac Slavetićki) — населений пункт у Хорватії, у Загребській жупанії у складі міста Ястребарсько.

## Населення
Населення за даними перепису 2011 року становило 5 осіб.
Динаміка чисельності населення поселення:

## Клімат
Середня річна температура становить 10,55 °C, середня максимальна – 25,31 °C, а середня мінімальна – -6,74 °C. Середня річна кількість опадів – 1012 мм.
| Клімат поселення                              | Клімат поселення | Клімат поселення | Клімат поселення | Клімат поселення | Клімат поселення | Клімат поселення | Клімат поселення | Клімат поселення | Клімат поселення | Клімат поселення | Клімат поселення | Клімат поселення | Клімат поселення |
| Показник                                      | Січ.             | Лют.             | Бер.             | Квіт.            | Трав.            | Черв.            | Лип.             | Серп.            | Вер.             | Жовт.            | Лист.            | Груд.            |                  |
| Середній максимум, °C                         | 6,48             | 8,68             | 13,12            | 17,58            | 22,34            | 25,31            | 24,90            | 24,16            | 20,37            | 15,07            | 9,28             | 5,14             |                  |
| Середня температура, °C                       | −0,11            | 2,10             | 6,51             | 10,96            | 15,73            | 18,69            | 20,53            | 19,79            | 15,99            | 10,70            | 4,90             | 0,78             |                  |
| Середній мінімум, °C                          | −6,74            | −4,54            | −0,11            | 4,35             | 9,12             | 12,08            | 16,16            | 15,42            | 11,62            | 6,34             | 0,56             | −3,6             |                  |
| Норма опадів, мм                              | 56               | 55               | 67               | 77               | 84               | 107              | 96               | 97               | 98               | 99               | 101              | 75               |                  |
| Середньомісячна швидкість вітру, м/с          | 1.50             | 1.64             | 2.10             | 2.00             | 1.80             | 1.70             | 1.60             | 1.50             | 1.40             | 1.44             | 1.52             | 1.50             |                  |
| Середньомісячна сонячна радіація, кДж/м²·день | 4118             | 6831             | 10458            | 14942            | 19064            | 20894            | 21886            | 18961            | 13966            | 8642             | 4492             | 3333             |                  |
| --------------------------------------------- | ---------------- | ---------------- | ---------------- | ---------------- | ---------------- | ---------------- | ---------------- | ---------------- | ---------------- | ---------------- | ---------------- | ---------------- | ---------------- |
| Джерело:                                      |                  |                  |                  |                  |                  |                  |                  |                  |                  |                  |                  |                  |                  |